# Alfa Romeo P1
L'Alfa Romeo GPR (acronimo di Grand Prix Romeo), meglio conosciuta come "P1", è stata un'autovettura da competizione prodotta dall'Alfa Romeo nel 1923 nel rispetto del regolamento internazionale "due litri" entrato in vigore quell'anno.

## Caratteristiche tecniche
Progettata da Giuseppe Merosi, la "P1" era dotata di un motore a sei cilindri in linea e corsa lunga avente una cilindrata di 1.990 cm³. L'alesaggio e la corsa erano, rispettivamente, 65 mm e 100 mm. Questo propulsore, che erogava una potenza di 95 CV a 5.000 giri al minuto, consentiva al modello di raggiungere una velocità massima di 180 km/h. Il motore era inoltre dotato di doppio albero a camme in testa, 7 supporti di banco e doppia accensione.
La carrozzeria a due posti completamente carenata, con serbatoio posizionato nella parte posteriore, era realizzata in lamiera di alluminio.

## Le competizioni
I tre esemplari costruiti vennero affidati ai piloti Antonio Ascari con il numero 6, Giuseppe Campari con il numero 12 e Ugo Sivocci con il numero 17 con l'obiettivo di partecipare al Gran Premio d'Italia 1923, che si doveva disputare all'Autodromo di Monza.
Durante le prove del Gran Premio dell'8 settembre, Sivocci morì in un incidente uscendo di strada con la propria la vettura alla curva del Vialone (oggi curva Ascari). La P1 del pilota salernitano nell'occasione era priva dello scaramantico quadrifoglio verde, che debuttò proprio con Sivocci in occasione della Targa Florio dello stesso anno. Tale coincidenza suscitò una notevole impressione tra i piloti, i meccanici e i tecnici del mondo delle competizioni. A causa di tale coincidenza, il numero di gara 17 non venne più assegnato alle auto da corsa italiane.
In segno di lutto, l'Alfa Romeo decise di ritirarsi dalle competizioni per quella stagione, e lo sviluppo del prototipo venne abbandonato. Un'altra conseguenza della morte di Sivocci fu la sostituzione di Merosi con Vittorio Jano alla guida tecnica dell'Alfa Romeo. Tale scelta fu presa il giorno successivo alla morte del pilota salernitano. La proprietà individuò nel direttore tecnico piacentino il principale responsabile della tragedia, e quindi decise di sostituirlo.
Nel 1924 ad una P1 venne installato un compressore tipo Roots, ottenendo un notevole incremento di potenza, che ora si attestava a 115 CV a 5000 giri.